# ハガル (小惑星)
ハガル (682 Hagar) は小惑星帯に位置する小惑星である。ハイデルベルクでアウグスト・コプフによって発見された。
旧約聖書の『創世記』に登場する、アブラハムの側室であったハガルにちなんで命名された。